# Натриев хидроксид
Натриевата основа (NaOH, натриев хидроксид или сода каустик) е безцветен основен хидроксид с йоннокристален строеж, получен при взаимодействието на метала натрий с вода.
Гранулираният и ситнокристалният натриев хидроксид има бял цвят. Има плътност 2,130 g/cm3, Mr=40, tт=322 °С и tк=1380 °С. Кристалната му решетка е изградена от положителни натриеви йони (Na+) и хидроксидни аниони (OH-). Натриевата основа е изключително хигроскопично съединение – има голяма разтворимост във вода, привлича и влагата от въздуха. При разтваряне във вода се отделя голямо количество топлина, при което разтворът може да изкипи. Съединението е силен електролит и се приема за напълно дисоциирано във водни разтвори. Като много реактивоспособно вещество на практика не се среща в природата. Корозивността на натриевата основа се дължи на това, че разтваря добре мазнини и белтъци, затова причинява изгаряния на кожата и очите, често по-тежки от изгарянията с киселини.

## Получаване
Един остарял метод за получаването на натриева основа се базира на реакцията на калцинирана сода с хидратна вар:
{\displaystyle \mathrm {Na_{2}CO_{3}+Ca(OH)_{2}\rightarrow 2NaOH+CaCO_{3}\downarrow } }
Реакцията е възможна, защото калциевият карбонат е няколко пъти по-слабо разтворим от хидратната вар и се утаява, измествайки химичното равновесие надясно. В лабораторни условия може да се получи при реакцията на натрий с вода:
{\displaystyle \mathrm {2Na+2H_{2}O\rightarrow 2NaOH+H_{2}\uparrow } }
Съвременните методи за получаване се базират на т. нар. хлоралкална електролиза. При електролиза на воден разтвор на натриев хлорид се получават едновременно няколко продукта с техническо значение (натриева основа, хлор и водород):
{\displaystyle \mathrm {2NaCl+2H_{2}O\rightarrow 2NaOH+Cl_{2}\uparrow +H_{2}\uparrow } }
Ако анодът и катодът не са разделени, при получаването си тези продукти могат да реагират един с друг, давайки в зависимост от условията на реакцията вторични продукти: натриев хлорид, натриев хипохлорит, натриев хлорат, натриев перхлорат, солна киселина. За да се получи натриева основа, е необходимо тя да се разделя от хлора, получаван на анода. В зависимост от начина, по който става това разделяне, методите се делят на:
- амалгамен метод:

Като катод се използва живак, който образува амалгама с натрия и го извежда от реакционната зона. При последваща реакция на амалгамата с вода се получава натриевата основа и водород. Проблем при този метод представлява отровността на живака.
- диафрагмен метод:

Анодното и катодното пространство са разделени с порьозна диафрагма, най-често от азбест. Получената по този начин натриева основа е сравнително разредена. При по-висока концентрация NaOH може да премине през диафрагмата и да реагира с хлора в анодното пространство. Концентрирането на получената основа чрез изпаряване на част от водата е енергоемко, което се отразява на икономичността на процеса.
- мембранен метод:

При този метод се използва полимерна мембрана (Nafion), което позволява получаването на по-концентрирани разтвори. Този метод е икономически най-ефективен.

## Химични свойства
Оставен на въздуха, натриевият хидроксид поглъща бавно въглероден диоксид и се карбонизира (образува се натриев карбонат), по тази причина трябва да се съхранява в плътно затворени съдове или опаковки. Стъклото обаче се разтваря бавно в основата при образуване на натриев силикат, затова при дълго стоене съдове със стъклени запушалки се „спичат“. Забелязва се твърдо бяло вещество по стените.
Натриевият хидроксид взаимодейства само с неметалите от 17 (7A по старата класификация) група от периодичната система (по общо правило за всички основи):
2NaOH + Cl2 → NaCl + NaClO + H2O
Както и всички други основи, натриевата основа взаимодейства и с киселинни оксиди:
2NaOH + SO3 → Na2SO4 + H2O
Натриевият хидроксид се неутрализира с киселини:
NaOH + HCl → NaCl + H2O
Натриевата основа е корозионно и силно отровно химично съединение. Много от металните хидроксиди са трудноразтворими във вода, за разлика от натриевия хидроксид. Затова той се използва за утаяването им. С алуминиеви соли дава алуминиев трихидроксид, обемиста бяла утайка, която се използва при очистването на водите за отстраняване на механични примеси (флокулация). Алуминият се разтваря в натриева основа с образуване на водород и натриев метаалуминат.
{\displaystyle \mathrm {6NaOH+2Al\rightarrow 2Na_{3}AlO_{3}+3H_{2}\uparrow } }
По тази причина натриевата основа не може да се съхранява или транспортира в алуминиеви съдове. От друга страна, канали се отпушват, като алуминиеви стружки се добавят към някои препарати, съдържащи натриева основа, за да усилят ефекта (отделяне на газ + повишаване на температурата).
Натриевата основа може да взаимодейства със сулфати. Получават се неразтворими хидроксиди:
2NaOH + FeSO4 → Na2SO4 + Fe(OH)2
Реагира с амониеви съединения, при което се отделя амоняк, ето защо не трябва да се смесва с амониеви торове.
При изваряване на мазнини с натриева основа се получава натриев сапун, който има приложение в битовата химия и промишлеността. Натриевият хидроксид се използва и в текстилната промишленост.

## Приложение

### В промишлеността
Натриевата основа е един от основните продукти, използвани при неорганичния синтез. Използва се за рафинирането на боксита при получаването на алуминий. В нефтопреработващата индустрия се прилага при алкалната очистка на горивата, за редуциране на съдържанието на серни съединения. При производството на хартия служи за разделяне на целулозата от лигнина. Използва се като катализатор при получаването на биодизел от растителни масла. Натриевата основа разтваря алуминия и може да служи за неговото почистване/ецване. Широко приложение има в производството на сапун. Сапуните, произведени чрез реакция между мазнини и натриева основа, се наричат натриеви. Използва се при синтеза на мравчена киселина и др.

### В услугите
Сода каустик се употребява за дезинфекция на съдове за хранене и прибори, използвани в заведенията за обществено хранене.

### В бита
Прилага се като активно вещество в битовата химия, използвано за отпушване и прочистване на канали и др., тъй като разтваря мазнини и белтъчни продукти. Съставка е на препарати за почистване на замърсявания с мазнини. Използва се за получаването на домашен сапун. Има го и в домакинските препарати за почистване на съдове и прибори. Да се внимава като се работи с него, защото причинява труднозарастващи рани и разяждане по кожата.